# Sia Furlers diskografi
Den australske sanger og sangskriver Sia har udgivet seks studiealbum, to livealbums, 23 singler (heraf tre som en featured artist), og 17 musikvideoer .

## Albums

### Studiealbum
| Titel                                                                                  | Album detaljer                                                                                     | Toppræstation på hitlister | Toppræstation på hitlister | Toppræstation på hitlister | Toppræstation på hitlister | Toppræstation på hitlister | Toppræstation på hitlister | Toppræstation på hitlister | Toppræstation på hitlister | Toppræstation på hitlister | Toppræstation på hitlister | Toppræstation på hitlister | Certificering                       |
| Titel                                                                                  | Album detaljer                                                                                     | AUS                        | BEL                        | CAN                        | DEN                        | FRA                        | GER                        | FIN                        | NLD                        | SWI                        | UK                         | US                         | Certificering                       |
| -------------------------------------------------------------------------------------- | -------------------------------------------------------------------------------------------------- | -------------------------- | -------------------------- | -------------------------- | -------------------------- | -------------------------- | -------------------------- | -------------------------- | -------------------------- | -------------------------- | -------------------------- | -------------------------- | ----------------------------------- |
| OnlySee                                                                                | - Udgivet: 1997 - Pladeselskab: Flavoured Records - Formater: CD                                   | —                          | —                          | —                          | —                          | —                          | —                          | —                          | —                          | —                          | —                          | —                          |                                     |
| Healing Is Difficult                                                                   | - Udgivet: 29. august 2002 - Pladeselskab: Columbia - Formater: CD.                                | 99                         | —                          | —                          | —                          | —                          | —                          | —                          | —                          | —                          | —                          | —                          |                                     |
| Colour the Small One                                                                   | - Udgivet: 12. januar 2004 - Pladeselskab: Systemtactic, Go! Beat - Formater: CD, digital download | —                          | —                          | —                          | —                          | —                          | —                          | —                          | —                          | —                          | 180                        | —                          |                                     |
| Some People Have Real Problems                                                         | - Pladeselskab: 8. januar 2008 - Label: Monkey Puzzle, Hear Music - Formater: CD, digital download | 41                         | 52                         | —                          | —                          | 58                         | —                          | —                          | —                          | —                          | 106                        | 26                         | - AUS: Gold                         |
| We Are Born                                                                            | - Udgivet: 18. juni 2010 - Pladeselskab: Monkey Puzzle - Formater: LP, CD, digital download        | 2                          | 42                         | 60                         | 14                         | 42                         | 73                         | 24                         | 13                         | 38                         | 74                         | 37                         | - AUS: Guld                         |
| 1000 Forms of Fear                                                                     | - Udgivet: 4. juli 2014 - Pladeselskab: Monkey Puzzle, RCA - Formatet: LP, CD, digital download    | 1                          | 9                          | 1                          | 5                          | 8                          | 30                         | 9                          | 22                         | 4                          | 11                         | 1                          | - AUS: Guld - POL: Guld - FRA: Guld |
| "—" Angiver albums, der ikke kom på hitlisten eller ikke var udgivet i et givent land. | |                            |                            |                            |                            |                            |                            |                            |                            |                            |                            |                            |                                     |

### Kompilationsalbummer
| Titel      | Albumdetaljer                                                                              | Toppræstation på hitlister |
| Titel      | Albumdetaljer                                                                              | AUS                        |
| ---------- | ------------------------------------------------------------------------------------------ | -------------------------- |
| Best Of... | - Udgivet: 30. marts 2012 - Pladeselskab: Inertia Records - Formater: CD, digital download | 27                         |

### Live albums
| Titel                                                                           | Albumdetaljer                                                                       |
| ------------------------------------------------------------------------------- | ----------------------------------------------------------------------------------- |
| Lady Croissant                                                                  | - Udgivet: 3. april 2007 - Pladeselskab: Astralwerks - Format: CD, digital download |
| The We Meaning You Tour 2010: Live at Falkoner Theatre, Copenhagen - 12.05.2010 | - Udgivet: 19. juli 2011 - Pladeselskab: Monkey Puzzle Records - Format: CD         |
| The We Meaning You Tour 2010: Live at the Roundhouse - 27.05.2010               | - Ugivet: 19. juli 2011 - Pladeselskab: Monkey Puzzle Records - Format: CD          |

### EPer
| Titel                   | Albumdetaljer                                                                           |
| ----------------------- | --------------------------------------------------------------------------------------- |
| iTunes Live from Sydney | - Udgivet: 4. maj 2009 - Pladeselskab: Monkey Puzzle Records - Format: digital download |

### Video albums
| Titel           | Albumdetaljer                                                   |
| --------------- | --------------------------------------------------------------- |
| TV Is My Parent | - Udgivet: 19. maj 2009 - Pladselskab: Hear Music - Format: DVD |

## Singler

### Som ledende kunstner
| "Taken for Granted"                                                                    | 2000 | 100 | —  | — | —  | —  | — | —  | — | 10 | — |                                                                                   | Healing Is Difficult            |
| "Little Man"                                                                           | 2000 | —   | —  | — | —  | —  | — | —  | — | 85 | — |                                                                                   | Healing Is Difficult            |
| "Drink to Get Drunk" (Different Gear vs. Sia)                                          | 2001 | —   | 55 | — | —  | —  | — | 85 | — | 91 | — |                                                                                   | Healing Is Difficult            |
| "Don't Bring Me Down"                                                                  | 2001 | —   | —  | — | —  | —  | — | —  | — | —  | — |                                                                                   | Colour the Small One            |
| "Breathe Me"                                                                           | 2004 | —   | —  | — | 19 | 81 | — | —  | — | 71 | — |                                                                                   | Colour the Small One            |
| "Where I Belong"                                                                       | 2004 | —   | —  | — | —  | —  | — | —  | — | 85 | — |                                                                                   | Colour the Small One            |
| "Numb"                                                                                 | 2005 | —   | —  | — | —  | —  | — | —  | — | —  | — |                                                                                   | Colour the Small One            |
| "Sunday"                                                                               | 2006 | —   | —  | — | —  | —  | — | —  | — | —  | — |                                                                                   | Colour the Small One            |
| "Pictures"                                                                             | 2006 | —   | —  | — | —  | —  | — | —  | — | —  | — |                                                                                   | Lady Croissant                  |
| "Day Too Soon"                                                                         | 2007 | —   | —  | — | —  | —  | — | —  | — | —  | — |                                                                                   | Some People Have Real Problems  |
| "The Girl You Lost to Cocaine"                                                         | 2008 | —   | —  | — | —  | —  | — | 11 | — | —  | — |                                                                                   | Some People Have Real Problems  |
| "Soon We'll Be Found"                                                                  | 2008 | 89  | 67 | — | —  | —  | — | —  | — | 94 | — |                                                                                   | Some People Have Real Problems  |
| "Buttons"                                                                              | 2008 | 67  | 66 | — | —  | —  | — | —  | — | —  | — |                                                                                   | Some People Have Real Problems  |
| "You've Changed"                                                                       | 2009 | 31  | —  | — | —  | —  | — | 95 | — | —  | — |                                                                                   | We Are Born                     |
| "Clap Your Hands"                                                                      | 2010 | 17  | 12 | — | —  | —  | — | 10 | — | —  | — |                                                                                   | We Are Born                     |
| "Bring Night"                                                                          | 2010 | 99  | —  | — | —  | —  | — | —  | — | —  | — |                                                                                   | We Are Born                     |
| "I'm in Here"                                                                          | 2010 | —   | —  | — | —  | —  | — | —  | — | —  | — |                                                                                   | We Are Born                     |
| "Elastic Heart" (featuring The Weeknd and Diplo)                                       | 2013 | 67  | 77 | — | —  | —  | — | —  | 7 | 79 | — | - NZ: Guld                                                                        | The Hunger Games: Catching Fire |
| "Chandelier"                                                                           | 2014 | 2   | 2  | 6 | 6  | 1  | 5 | 27 | 3 | 6  | 8 | - AUS: 4× Platin - CAN: Platin - FRA: Platin - NZ: Platin - UK: Sølv - US: Platin | 1000 Forms of Fear              |
| "Big Girls Cry"                                                                        | 2014 | 36  | 18 | — | —  | 18 | — | —  | — | —  | — |                                                                                   | 1000 Forms of Fear              |
| "—" Angiver albums, der ikke kom på hitlisten eller ikke var udgivet i et givent land. |      |     |    |   |    |    |   |    |   |    |   |                                                                                   |                                 |

### Som featured artist
| "Destiny" (Zero 7 featuring Sia)                                                       | 2001 | —  | —  | —  | —  | —  | —  | —  | —  | —  | 30  | —  |                                                                                            | Simple Things            |
| "Distractions" (Zero 7 featuring Sia)                                                  | 2001 | —  | —  | —  | —  | —  | —  | —  | —  | —  | 45  | —  |                                                                                            | Simple Things            |
| "Somersault" (Zero 7 featuring Sia)                                                    | 2004 | —  | —  | —  | —  | —  | —  | —  | —  | —  | 56  | —  |                                                                                            | When It Falls            |
| "I Love It" (Hilltop Hoods featuring Sia)                                              | 2011 | 6  | —  | —  | —  | —  | —  | —  | 13 | —  | —   | —  | - AUS: 3× Platin                                                                           | Drinking From the Sun    |
| "Titanium" (David Guetta featuring Sia)                                                | 2011 | 5  | 4  | 7  | 3  | 3  | 5  | 4  | 3  | 9  | 1   | 7  | - AUS: 5× Platin - DEN: Platin - GER: Gold - NZ: 2× Platin - UK: 2× Platin - US: 2× Platin | Nothing but the Beat     |
| "Wild Ones" (Flo Rida featuring Sia)                                                   | 2011 | 1  | 8  | 1  | 11 | 11 | 6  | 15 | 1  | 3  | 4   | 5  | - AUS: 7× Platin - DEN: Gold - NZ: 2× Platin - UK: Platin - US: 3× Platinum                | Wild Ones                |
| "Wild One Two" (Jack Back featuring David Guetta, Nicky Romero og Sia)                 | 2012 | 52 | —  | —  | —  | —  | 65 | —  | —  | —  | 171 | —  |                                                                                            | Non-album single         |
| "She Wolf (Falling to Pieces)" (David Guetta featuring Sia)                            | 2012 | 11 | 5  | 35 | 7  | 4  | 3  | 6  | 19 | 4  | 8   | —  | - AUS: 2× Platin - BEL: Guld - FRA: Guld - GER: Guld - SWI: Platin - UK: Sølv              | Nothing but the Beat 2.0 |
| "Battle Cry" (Angel Haze featuring Sia)                                                | 2014 | —  | —  | —  | —  | —  | —  | —  | —  | —  | 70  | —  |                                                                                            | Dirty Gold               |
| "Guts Over Fear" (Eminem featuring Sia)                                                | 2014 | 29 | 27 | 9  | 22 | 10 | 35 | —  | 22 | 30 | 10  | 22 |                                                                                            | Shady XV                 |
| "—" Angiver albums, der ikke kom på hitlisten eller ikke var udgivet i et givent land. |      |    |    |    |    |    |    |    |    |    |     |    |                                                                                            |                          |